# Luci Aureli Orestes (consol 103 aC)
Luci Aureli Orestes (en llatí Lucius Aurelius L.F. L. N. Orestes) va ser un magistrat romà. Era fill de Luci Aureli Orestes, cònsol l'any 126 aC.
Va ser cònsol l'any 103 aC juntament amb Gai Mari. Va morir el mateix any en què va exercir el consolat.